# María Moreno
Pour les articles homonymes, voir Moreno.
María Victoria Moreno Román est une karatéka espagnole surtout connue pour avoir remporté l'épreuve de kata individuel féminin aux championnats d'Europe de karaté 1983 organisés à Madrid.

## Résultats
| Résultat           | Date | Épreuve         | Catégorie | Compétition                | Ville hôte                  |
| ------------------ | ---- | --------------- | --------- | -------------------------- | --------------------------- |
| Médaille de bronze | 1980 | Kata individuel | Seniors   | Championnats du monde 1980 | Madrid, en Espagne          |
| Médaille de bronze | 1981 | Kata individuel | Seniors   | Jeux mondiaux 1981         | Santa Clara, aux États-Unis |
| Médaille d'or      | 1983 | Kata individuel | Seniors   | Championnats du monde 1983 | Madrid, en Espagne          |
| Médaille d'argent  | 1986 | Kata individuel | Seniors   | Championnats du monde 1986 | Madrid, en Espagne          |